# Chapman Stick
Il Chapman Stick è uno strumento musicale a corde ideato da Emmett Chapman negli anni settanta, che permette, utilizzando la tecnica tapping, di usare in maniera indipendente entrambe le mani.

## Descrizione
Lo strumento standard utilizza 10 corde con una particolare accordatura; la mano destra suona le 5 corde "melodiche" e la sinistra le 5 corde di basso, secondo lo schema:
mi²-la¹-re¹-sol-do-fa♯¹-si¹-mi²-la²-re³
Le corde melodiche (dal fa♯¹ al re³) sono quindi intonate per intervalli di quarta, similmente ad una chitarra, mentre le corde di basso (dal do al mi²) sono intonate per intervalli di quinta, permettendo un originale sviluppo delle linee di basso. Avendo 25 tasti per ogni corda, lo stick ha un'estensione di 5 ottave e una terza.
Altri strumenti si sono aggiunti negli anni:
- Grand Stick a 12 corde: si²-mi²-la¹-re¹-sol-do-do♯¹-fa♯¹-si¹-mi²-la²-re³
- Stick Bass a 8 corde
- Stick XG in grafite a 8, 10 o 12 corde, ma con un tasto in più
- NS/Stick a 8 corde, nato da una collaborazione con Ned Steinberger, che può essere suonato anche pizzicando le corde
- Alto Stick a 10 corde, più corto e di registro più acuto

Per quanto lo stick abbia una versatilità paragonabile a quella di uno strumento a tastiera, è spesso ingiustamente considerato una sorta di basso elettrico a causa dell'enorme fama di Tony Levin, uno dei più importanti bassisti al mondo, che lo utilizza soprattutto in questo ruolo. Altri celebri bassisti che ne fanno utilizzo sono John Myung dei Dream Theater, Alphonso Johnson con i Weather Report, Nick Beggs dei Kajagoogoo e Bruder Frank dei Saltatio Mortis. Un utilizzo più ampio ne fanno Trey Gunn (King Crimson), Greg Howard, Sean Malone (Cynic) e lo stesso Emmett Chapman. Anche Faso degli Elio e le Storie Tese, nella canzone Cateto, utilizza questo strumento.
In Italia il bassista Stefano Cerri, figlio del più noto chitarrista Franco, fu fra i primi a suonare questo strumento. A lui si susseguirono prima Bob Callero, poi Cesare Chiodo e infine Roberto Drovandi degli Stadio.

## Galleria d'immagini

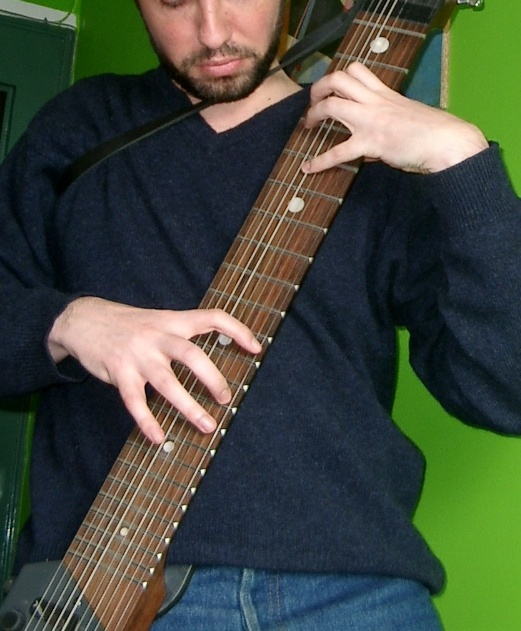
La posizione delle mani.
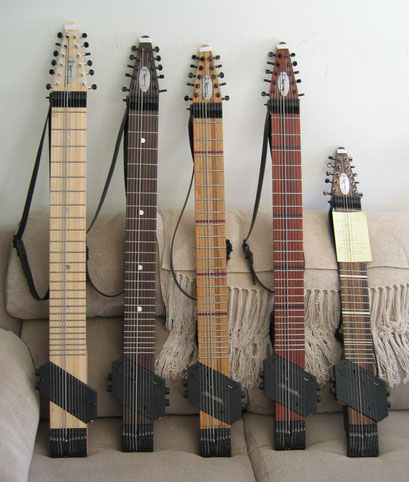
Diversi Chapman Stick.